# Antigua y Mística Orden Rosae Crucis
La Antigua y Mística Orden de la Rosa-Cruz (AMORC) es según su propia definición una organización tradicional, iniciática y fraternal de carácter rosacruz, fundada en el ciclo actual 1915 por Harvey Spencer Lewis. Está formada por hombres y mujeres que se dedican a la investigación, estudio y aplicación práctica de enseñanzas espirituales, esotéricas y místicas. Los miembros de la Orden reciben el nombre de estudiantes rosacruces y reciben trimestralmente monografías o lecciones graduadas para estudiarlas en su hogar, preferentemente una cada semana.
Su símbolo tradicional es una rosa roja en el centro de una cruz dorada. En este símbolo, que no tiene connotaciones de tipo religioso, la rosa roja simboliza el alma del hombre evolucionando progresivamente en contacto con el mundo material, y la cruz dorada representa al cuerpo físico del hombre. Según la propia Orden Rosacruz AMORC, Antiqua et Mystica Ordo Rosae Crucis, el propósito de la misma es la de proporcionar a todos sus miembros los medios físicos, mentales y espirituales para que todos vivan en armonía con las fuerzas cósmicas, creativas y constructivas del Universo, y lograr obtener como última meta la salud, la felicidad y la Paz Profunda.

## Nombre de la Orden
La organización se reconoce por las siglas AMORC tomadas del latín Antiquus Mysticusque Ordo Rosae Crucis que deriva del antiguo nombre latino tradicional Antiquus Arcanus Ordo Rosæ Rubeæ et Aureæ Crucis, que significa en castellano Antigua y Secreta Orden de la Rosa Roja y de la Cruz Dorada. Sin embargo, su fundador del ciclo actual Harvey Spencer Lewis prefirió adoptar para esta época el nombre de Antigua y Mística Orden Rosae Crucis (Ancient and Mystical Order Rosae Crucis).

## Historia

### Orígenes tradicionales e históricos

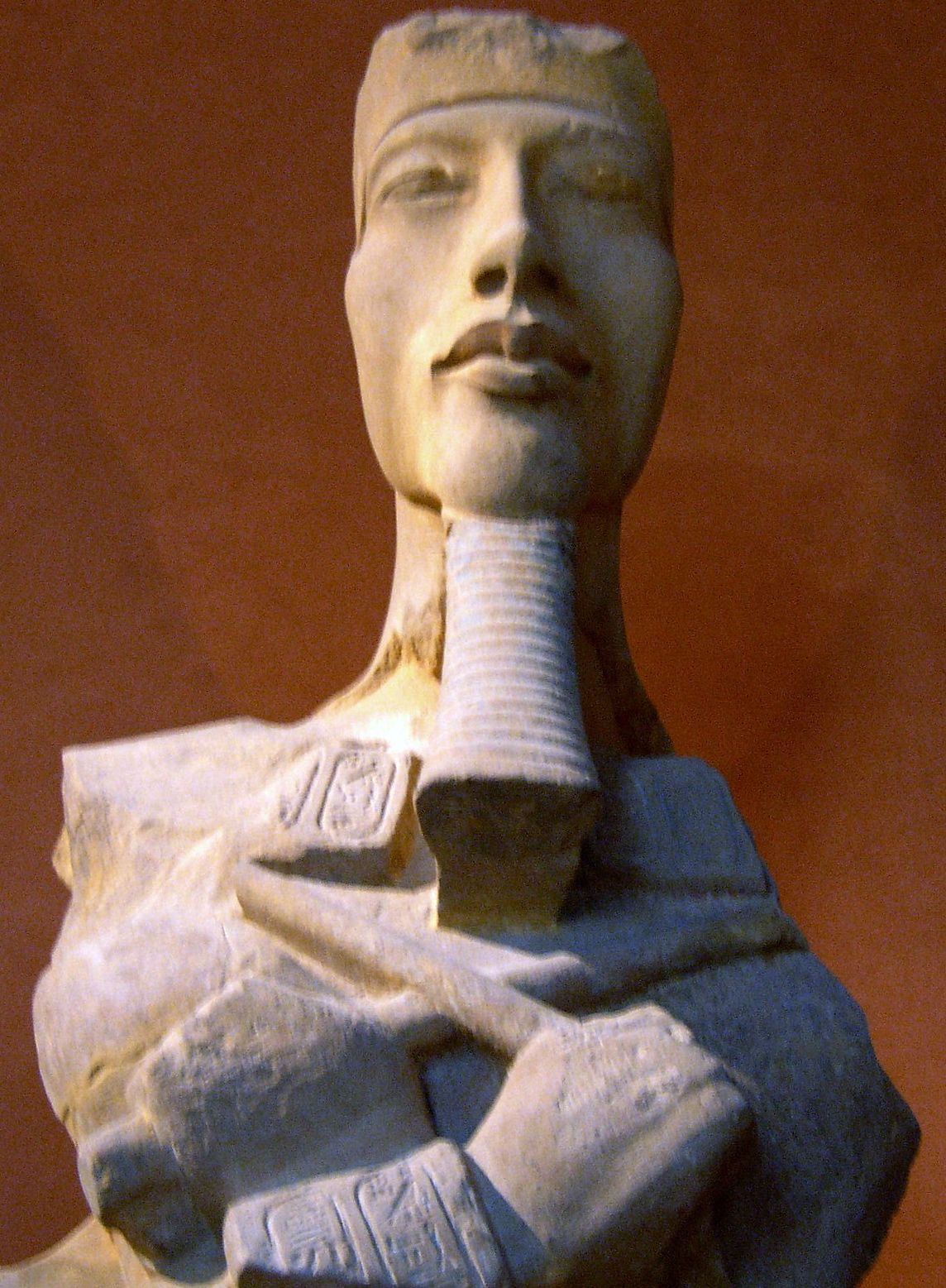
Akhenaton, el faraón místico

La historia de la Orden Rosacruz puede clasificarse principalmente en dos vertientes, por un lado la denominada como tradicional (o mítica) y por otro la cronológica (o propiamente histórica).

#### Orígenes egipcios
Según la Orden Rosacruz AMORC, ésta habría sido fundada en el antiguo Egipto por el faraón Tutmosis III (1504-1447 a.c.) quien agrupó a los Iniciados de las antiguas escuelas Osirianas en una fraternidad única. Bajo su impulso los iniciados que trabajaban entonces en escuelas de misterios con reglamentos propios e independientes, se convirtieron en una única orden regida por un solo código. Cerca de setenta años después, el faraón Amenhotep IV nacía en el palacio real de Tebas y estaba destinado a convertirse en uno de los hombres más importantes de su época. Según la AMORC fue admitido muy pronto en la Orden secreta fundada por Tutmosis III y más tarde se convertiría en su Gran Maestro. Al cabo del tiempo abandonó su antiguo nombre por el de Akhenaton, que significa "Devoto de Aton". En Egipto fue el promotor de una revolución en materia de arte, religión y cultura sin precedentes. Desafiando al clero de Amon, proclamó por primera vez que no existía más que un solo Dios, y esto en una época en la que el politeísmo estaba expandido por toda la superficie de la tierra, e hizo del disco solar el símbolo del Dios único al que veneraba. Sin embargo poco tiempo después de su muerte (1.350 A.C.) el poderoso clero de Tebas restauró el culto a Amon, pero su obra ya formaba parte de la historia. Este movimiento místico surgido en Egipto, es el que se convertirá con el transcurrir de los siglos en el Rosacrucismo.
Algunos autores del siglo XVII hacen referencia igualmente a los orígenes egipcios de la Orden Rosacruz. Así por ejemplo Michael Maier (1568-1622), filósofo y médico alemán, que sirvió como consejero de Rodolfo II de Habsburgo, en su obra "Silentium Post Clamores" publicada en Frankfurt en 1617, sitúa el origen de la "Orden und Fraternität des Rosen Creutzes" (Orden y Fraternidad de la Rosa-Cruz) en el antiguo Egipto. Según Arthur E. Waite, reconocido escritor e historiador de la Rosa-Cruz, en esta obra Maier precisa que los Rosacruces son "los sucesores de los colegios de Brahamanes hindús, de los egipcios, de los misterios de Samotracia de Orphos y de Eleusis, de los Magos de Persia, de los Pitagóricos (...)" y otros.
De igual forma en su obra Tractatus Apologeticus Integritatem Societatis de Rosae Cruce (Tratado de Apología sobre la Rectitud de la Sociedad Rosa Cruz) Robert Fludd (1574-1637), médico parecélsico, astrólogo y místico inglés, afirma que "su sabiduría [de los Rosacruces] fue extraída de los jeroglíficos egipcios, que pueden contemplarse en las pirámides de Memphys, donde los filósofos antiguos la escribieron".

#### La Rosacruz en la historia
Desde un punto de vista histórico y cronológico, queda claro sin embargo que la tradición rosacruz comienza en el siglo XVII con los primeros Manifiestos Rosacruces publicados en Europa, concretamente en Kassel (Alemania), titulados la "Fama Fraternitatis" publicado en 1614 y la "Confessio Fraternitatis" publicado un año más tarde, a las que le siguen "Las bodas alquímicas de Christian Rosacruz", obras todas ellas de autor desconocido pero atribuidas a Johann Valentin Andreae (1586-1654 d.c.), escritor, matemático, teólogo, místico y reformador social alemán.

### El ciclo de 108 años
Según la tradición rosacruz estos manifiestos constituían en realidad uno de los elementos preparatorios para el resurgimiento cíclico de la Orden, conforme a la ley que la rige, según la cual después de un período activo de 108 años, entra en un período equivalente de sueño, para reiniciar 108 años más tarde sus actividades públicas.
En 1693, bajo la dirección del Gran Maestro Johannes Kelpius (1673-1708), rosacruces de todos los países de Europa embarcaron hacia el Nuevo Mundo a bordo del "Sarah María". A principios de 1694, desembarcaron en Filadelfia donde se establecieron. Unos años más tarde, algunos se desplazaron hacia el Oeste de Pensilvania y fundaron una nueva colonia. Después de haber creado su propia imprenta, editaron un gran número de obras de la literatura mística e introdujeron en América las enseñanzas de la Rosa-Cruz. Bajo el impulso de estos rosacruces europeos nacieron también numerosas instituciones americanas y el mundo de las artes y de las ciencias conoció un progreso sin precedentes en los Estados Unidos. Personajes eminentes como Benjamín Franklin (1706-1790) y Thomas Jefferson (1743-1826) habrían estado en estrecho contacto con la obra rosacruz de este país.
Según Reuben Swinburne Clymer, la orden sucesora de estos grupos rosacruces en América es la Rosicrucian Fraternity in America y no la Orden Rosacruz AMORC, y documentó este hecho en un voluminoso libro titulado Rosicrucian Fraternity in America.

### Christian Rosenkreutz (C.R.C.)
En ciertas tesis relativas a la historia rosacruz, se cita a un personaje cuyo nombre es "Christian Rosenkreutz" (1378-1484) y se le muestra como fundador de la Orden de la Rosa-Cruz. Según AMORC, este dato no es exacto. En realidad, cuando llegaba el momento de iniciar en un país el resurgimiento cíclico de la Orden, se tomaban las disposiciones necesarias para anunciar la apertura de una "tumba" en la que se encontraba el "cuerpo" de un "Gran Maestro C.R.C." con joyas raras y manuscritos que habilitaban a los autores del descubrimiento a proceder a su despertar para un nuevo ciclo de actividad. Este anuncio era alegórico y las iniciales "C.R.C." no designaban a una persona que existiera realmente. Eran un título simbólico que ciertos dirigentes han recibido en la Orden a lo largo de su historia. Sin embargo estas afirmaciones no están necesariamente sustentadas por todas las organizaciones rosacruces de la actualidad, existiendo discrepancias al respecto.

### El ciclo actual de la Orden Rosacruz, AMORC
En 1801, conforme a las reglas que cita AMORC, la Orden habría entrado en los Estados Unidos en un período de silencio, continuando con una fuerte actividad en Francia, Alemania, Inglaterra, Suiza, Rusia, España y en Oriente.
En 1892 en Europa, y bajo la tutela de la Rosacruz Kabalística, se celebra en París Los Salones de La Rosa+Cruz, una exposición de Arte y Pintura organizada por Joséphin Péladan(1858-1918) y Stanislas de Guaita (1861-1897).
En 1909, Harvey Spencer Lewis, estudiante de esoterismo por muchos años y especialmente interesado por la filosofía rosacruz, se aventura en un viaje en Francia con el fin de encontrarse con los responsables de la Orden. Después de pasar numerosos exámenes y diversas pruebas, habría sido iniciado en Toulouse y encargado oficialmente de preparar el resurgimiento de la Orden de la Rosa-Cruz en América.
Cuando todo estuvo preparado fue publicado en los Estados Unidos un Manifiesto para anunciar el nuevo ciclo de actividad de la Orden que, a partir de ese momento, es conocida por el nombre de "Antigua y Mística Orden de la Rosa-Cruz" (A.M.O.R.C.). Nombrado Imperator, Harvey Spencer Lewis desarrolló las actividades de la Orden en América y comenzó a poner las enseñanzas rosacruces por escrito, utilizando para ello los archivos que supuestamente le habían sido confiados por los rosacruces de Francia. Después de la Segunda Guerra Mundial, este método de enseñanza rosacruz fue difundido en el mundo entero.
Así pues, en 1915 Harvey Spencer Lewis hizo resurgir el rosacrucismo en América, con la publicación del primer manifiesto americano, en el cual esta Orden fue designada con el nombre latino de Antiquus Misticusque Ordo Rosae Crucis más tarde traducida como Antigua y Mística Orden de la Rosa Cruz. En sus primeros tiempos su sede estuvo situada en Nueva York, trasladándose luego a Tampa y finalmente a San José (California), donde estableció la Gran Logia Suprema, en lo que actualmente es conocido como el Parque Rosacruz, donde también está ubicado su famoso Museo Egipcio Rosacruz.

### Consideraciones históricas
En 1930 la AMORC se dota de un Consejo Internacional integrado por dignatarios de todas las jurisdicciones del mundo. Entre esos dignatarios figura el pintor y experto en cultura tibetana Nicolás Roerich, que fue nombrado Legado Supremo de AMORC para el Tíbet. De hecho las enseñanzas de AMORC todavía conservan en la actualidad la “marca” de algunas técnicas de origen tibetano que dio a conocer Roerich.
Harvey Spencer Lewis también fue masón del Rito de Memphis-Mizraim, conocido como Rito Egipcio, y en todo caso, fue recibido en París por los más altos dignatarios del Colegio de Ritos Masónicos. Savoire Camille, uno de los líderes en Francia de la masonería, en una carta fechada en 1928, expresa su simpatía e interés hacia las enseñanzas Rosacruces.
Cabe señalar que masones y rosacruces han tenido en el pasado y mantienen actualmente lazos tradicionales e históricos. De hecho la masonería siempre ha mantenido en la mayoría de sus ritos el Grado de Caballero Rosacruz. Sin embargo hay que destacar que la AMORC es, sin embargo, una organización completamente independiente de la masonería. Sobre la base de su divisa “la mayor tolerancia dentro de la más estricta independencia”, mantiene relaciones fraternales con muchos de los movimientos tradicionales que, como la masonería, existen en la actualidad, pero no está en absoluto ligado a ninguno de ellos.
La única Orden con la que la AMORC mantiene un relación permanente es con la Orden Martinista Tradicional, fundada en París por Papus (Dr. Gerard Encausse) y Agustin Chaboseau en 1889.

## El Imperator
El principal representante de la Orden Rosacruz AMORC es el Imperator, título tradicional concedido al mayor responsable de la organización. El primer Imperator del nuevo ciclo fue Harvey Spencer Lewis, a quien le sucedió en el cargo su hijo, Ralph Maxwell Lewis. Posteriormente, Ralf M. Lewis nombró a Gary Stewart como Imperator, pero debido a circunstancias poco claras, este último fue destituido por acuerdo unánime de la Gran Logia Suprema de AMORC en 1990 y se nombró en su lugar, también por unanimidad, al entonces Gran Maestro de la Jurisdicción francófona, Christian Bernard, Imperator de la Orden hasta agosto de 2019. Actualmente esta función la desempeña el italiano Claudio Mazzucco.
Gary Stewart continuó con su labor rosacruz fuera de AMORC, fundando la Confraternidad de la Rosa cruz (Confraternity of the Rose Cross) que afirma que la naturaleza de la moderna Orden Rosacruz AMORC ha traicionado el legado de Harvey Spencer Lewis.
Como consecuencia de este cisma sin precedentes en la historia del Rosacrucismo surgieron varias Órdenes diferentes, con una organización y objetivos muy similares a los de la AMORC, y todas ellas, al igual que la CR+C de Gary Stewart, ostentan seguir la auténtica vía iniciada en 1909 por Harvey Spencer Lewis. Algunas de éstas organizaciones son la Ancient Rosae Crucis, con sede en Texas, Estados Unidos, o la Cénacle de la Rose+Croix en Francia, solo por citar a las más importantes..

## Organización
En todo el mundo existen Organismos Afiliados a la Orden Rosacruz AMORC, donde los miembros de la misma pueden reunirse. Es en estos organismos afiliados en dónde se realizan las actividades tradicionales de la Orden Rosacruz, como son las Convocaciones Regulares, Foros de Grado, Iniciaciones, etc. Aunque en todas las actividades realizadas en estos organismos se promueve el debate y estudio abierto de las enseñanzas tradicionales de la Orden, están sin embargo prohibidos todo tipo de discusión de orden político, religioso o que atente contra la libertad de pensamiento en cualquier forma. 

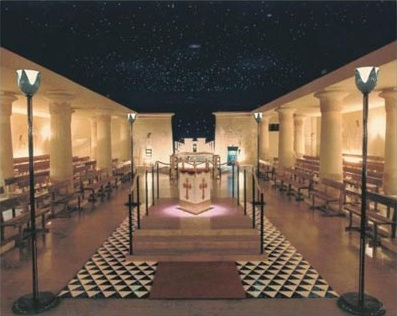
Templo de Logia de AMORC

En toda Hispanoamérica se calcula que existen alrededor de 200 organismos, en España hay 21 y en todo el mundo el número asciende a más de 1600.
El nombre de los organismos depende de la cantidad de miembros que posean:
- Pronaos: Entre 12 y 30 miembros afiliados.
- Capítulo: Entre 30 y 50 miembros afiliados.
- Logia: Más de 50 miembros.

Un Pronaos puede convertirse en Capítulo si aumenta la cantidad de miembros y lo mismo sucede con éste convirtiéndose finalmente en Logia. De forma inversa, una Logia puede convertirse en Capítulo o Pronaos si ve mermados el número de sus miembros. Las Logias de la AMORC son las únicas autorizadas a conferir Iniciaciones de Grado, según una antigua costumbre implantada por el propio H. Spencer Lewis.
Todos estos organismos están afiliados a una Gran Logia. En el caso de Latinoamérica, esta Gran Logia tiene sede en México y recibe el nombre de Gran Logia Hispanoamericana (Jurisdicción de habla hispana para las Américas). En el caso de España, su Gran Logia tiene sede en la provincia de Barcelona, en la localidad de Caldes de Montbui, y recibe el nombre de Gran Logia Española (Jurisdicción de habla Española para Europa, África y Australasia).
El Gran Maestro, título tradicional con el que es conocido la autoridad máxima de una Gran Logia, tiene a su cargo a oficiales denominados como Grandes Consejeros y Monitores Regionales, que ayudan a este último a supervisar y coordinar todas las actividades emprendidas por la Gran Logia y los Organismos Afiliados (Logias, Capítulos y Pronaos).
Por último se encuentran los miembros denominados de "Sanctum" que estudian los grados rosacruces desde sus propios hogares, a través de monografías o lecciones graduadas y privadas que les son enviadas cada mes a sus hogares desde la Gran Logia a la que estén afiliados. Hay que destacar que, en lo referente a los Organismos Afiliados, ningún miembro está obligado a asistir a sus actividades, pudiendo permanecer como miembro de Sanctum exclusivamente.
Paralelamente a esta organización que podría denominarse "tradicional", la AMORC cuenta con la URCI (Universidad Rosa Cruz Internacional) que según la propia organización iniciática "sirve de marco a investigaciones en materias tan diversas como astronomía, egiptología, medicina, música, psicología, ciencias físicas y tradiciones esotéricas".

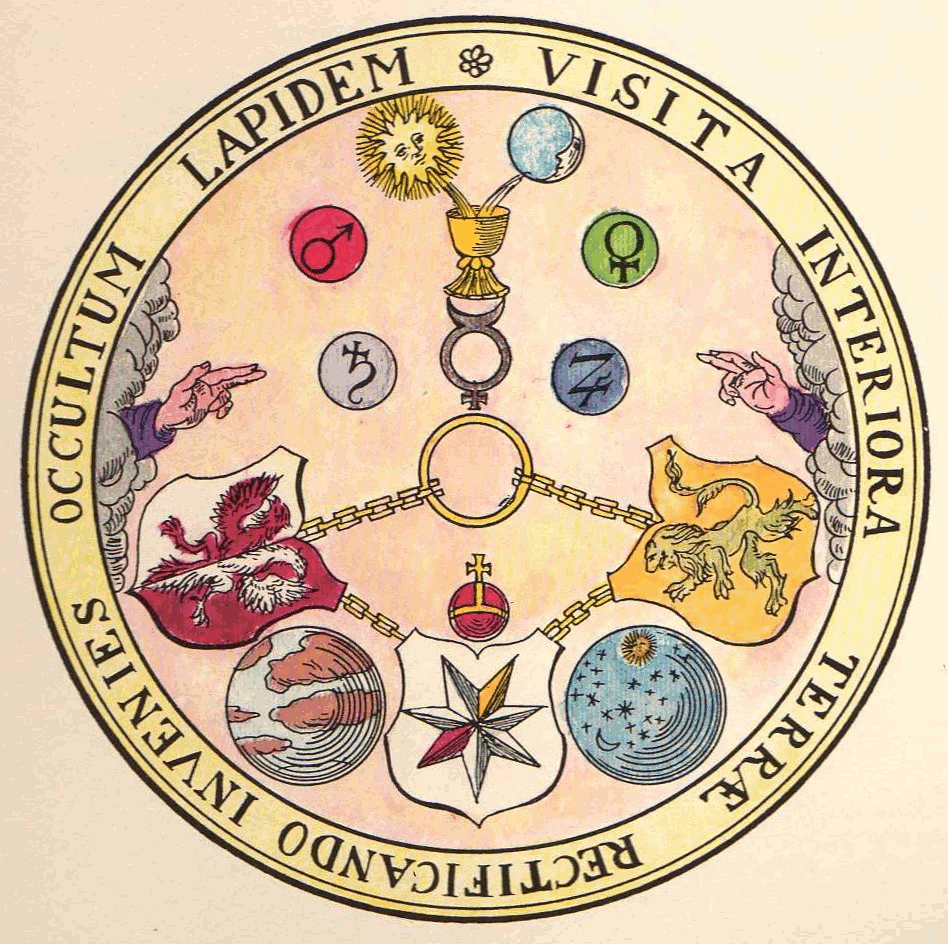
Antiguo símbolo alquímico rosacruz

## Grados de la Orden
El programa de estudios de la AMORC comienza por un Grado llamado de "Postulantes", seguido por tres Grados preparatorios llamados de Neófito o "Atrium", a los que les siguen doce Grados de instrucción denominados "del Templo", nueve de los cuales pertenecen a la Sección de "Iniciados" y los tres últimos a la Sección de "Illuminati".
En todos los grados el estudiante realiza una ceremonia de Iniciación en su "Sanctum" o Santuario personal en el hogar, excepto en el Primer Grado del Templo, el cual solamente se puede realizar en una Logia de la Orden.
Según la AMORC su técnica iniciática se basa en la progresión gradual, de lección en lección, de monografía en monografía y de grado en grado. Los temas abordados en sus nueve primeros grados podrían resumirse como sigue:
- Primer Grado: Dedicado al estudio de las leyes de la Materia, su estructura, principios, etc.
- Segundo Grado: Dedicado al estudio de las leyes de la Consciencia, sus diferentes fases, funciones, etc.
- Tercer Grado: Dedicado al estudio de las leyes de la Vida, sus orígenes, características, etc.
- Cuarto Grado: Dedicado al estudio del denominado como "Manuscrito de Nodín", y de la Ontología Rosacruz en general.
- Quinto Grado: Dedicado al estudio de la Filosofía según la Tradición Rosacruz, sus orígenes, corrientes, etc.
- Sexto Grado: Dedicado al estudio de la Terapéutica Rosacruz.
- Séptimo Grado: Dedicado al estudio de lo que la AMORC denomina como "cuerpo psíquico", sus funciones, el aura humana, etc.
- Octavo Grado: Dedicado al estudio del Alma humana.
- Noveno Grado: Dedicado al estudio de la Alquimia Espiritual, su propósito, método, etc.

La AMORC no revela información de ninguna clase sobre el contenido de las enseñanzas de sus tres últimos grados, sin embargo afirma que contienen enseñanzas cuyo estudio presenta gran interés en el plano del esoterismo.

## ElManuscrito de Nodin
En el cuarto grado el estudiante rosacruz estudia el Manuscrito de Nodín. La mayoría de organizaciones rosacruces actuales, incluida la AMORC, afirman que dicho documento es una de las piedras angulares del conocimiento de la Tradición Rosacruz. Gary L. Stewart, fundador en 1996 de la CR+C, dice haber heredado el manuscrito cuando sucedió a Ralph Maxwell Lewis como Imperator de la AMORC y afirma utilizarlo en las instrucciones de su Orden esotérica.

## Publicaciones
Al margen de los tres Manifiestos Rosacruces publicados en el siglo XVII y que son comunes a todas las tradiciones y órdenes rosacruces modernas, la AMORC ha publicado en los últimos años varios documentos, destinados a mostrar más claramente su filosofía, su posición en torno a problemas de orden social, filosófico y ecológico, o declaraciones de principios que pueden servir como punto de referencia al público.

### Positio Fraternitatis Rosae Crucis
En agosto de 2001 la AMORC publicó la Positio Fraternitatis Rosae Crucis, presentado como el “Cuarto Manifiesto”, es decir, como una sucesión natural de los tres citados anteriormente. Contrariamente a estos manifiestos, el contenido de la Positio no es esotérico. Propone ciertas reflexiones y consideraciones de los dirigentes de esta sociedad mística moderna, sobre la sociedad humana tal como se presenta hoy, y sobre la forma en que el ideal rosacruz podría contribuir a esclarecer a la humanidad en el período de crisis profunda de los valores espirituales en los que, según su visión, vive la sociedad actual a nivel mundial. Este documento, termina con una “utopía rosacruz”, en la que según sus propias palabras “si todos los hombres se esfuerzan en creer que es posible y actúan en consecuencia, el mundo será algo mejor...”

### Rose Croix Journal

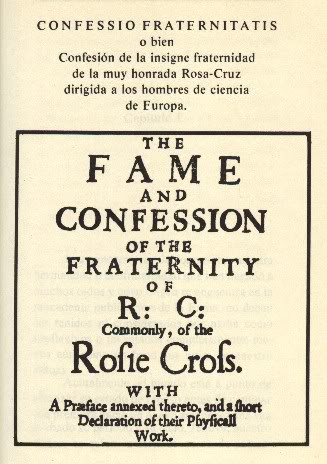
Portada de la Fama Fraternitatis, publicada en Alemania en 1614

La Orden Rosa Cruz publica a través de su Jurisdicción de Habla Inglesa para América, una revista electrónica denominada Rose Croix Journal, que según su propia definición es una revista internacional, interdisciplinaria y transdisciplinaria, [...] que se enfoca sobre temas relacionados con las ciencias, la historia, las artes, el misticismo y la espiritualidad, especialmente sobre temas interdisciplinarios e investigaciones transdisciplinarias que examinan y van más allá de los límites de diferentes campos de estudio. Estos temas pueden relacionarse con cualquiera de las artes y de las ciencias y/o a otros campos emergentes de la búsqueda humana.

### Declaración Universal de los Deberes del Hombre
Esta declaración fue publicada en el año 2005 y hace hincapié sobre el hecho de que en las sociedades democráticas actuales, la reivindicación de los derechos individuales y colectivos ha de ser equilibrada con la promulgación de los deberes que todo ciudadano del mundo tiene en relación a sus semejantes.

### Otras publicaciones
Todas las Grandes Logias de la AMORC publican regularmente una Revista dedicada a la cultura esotérica y mística, denominada genéricamente “Rosa-Cruz”, en la que se tratan diversos temas relacionados con sus enseñanzas y que normalmente es enviada a todos los miembros de una Jurisdicción de forma gratuita.
Además la AMORC ha publicado en los últimos años varios documentos como por ejemplo la denominada Contribución a la Paz, la Ontología Rosacruz, etc., que son de dominio público y que cumplen con una función fundamentalmente informativa.

## La AMORC y las sectas

### En España
La Orden Rosacruz ha sido objeto de estudio desde diferentes ámbitos. En España, la AMORC y la Orden Martinista Tradicional aparecieron, entre otras muchas organizaciones, en un libro sobre sectas publicado por María Pilar Salarrullana de Verda. por aquel entonces (1990) Diputada por La Rioja. La publicación de este libro motivó que la autora y política tuviera que someterse a más de 28 juicios, acusada por difamación y contra las afirmaciones, en muchos casos realizadas según algunos con poco rigor y poca documentación, que aparecían en sus libros, hasta el punto que llegó a declarar sentirse "...sola ante sus amenazas y sin poder seguir".
Por poner un ejemplo, en el caso de la AMORC y sin referirse a ella directamente, la citaba entre paréntesis como abreviatura de otra organización rosacruz, la 'Rosicrucian Fellowship' o Fraternidad Rosacruz Universal, fundada en Estados Unidos por Max Heindel y que ni siquiera tenía, por aquella época, actividad en España, dando a entender que ambas eran la misma organización, lo que no es cierto, ya que la AMORC y la RFS nunca han tenido nada en común, a excepción de que ambas utilizan el término rosacruz en sus respectivos nombres. De forma análoga al caso de la AMORC, aparecían otras organizaciones de reputado prestigio dentro del mundo del esoterismo y de la denominada "Nueva Era", y que dada su historia y trayectoria, podría decirse que están muy lejos de cualquier definición de secta, como por ejemplo la Sociedad Teosófica Española y otras.
En su famosa lista sobre sectas, María Pilar Salarrullana de Verda llegaba a citar a organizaciones que no existían como tales, sino que más bien deberían contemplarse como "técnicas espirituales". Así por ejemplo se podían encontrar a "organizaciones" como Meditación Trascendental, Método Silva de Control Mental, Sahaja Yoga o Nueva Era.
Actualmente la Orden Rosacruz AMORC, como muchas otras de las organizaciones citadas con anterioridad, está registrada legalmente en España como una Asociación no lucrativa ni sectaria, en el Registro Nacional de Asociaciones, con el N.º 37360, contando además con una "Fundación" aprobada por el Ministerio de Cultura.

### En Francia
La Comisión Parlamentaria francesa encargada de redactar un informe sobre "Las Sectas y el Dinero", de 10 de junio de 1999, incluyó a la AMORC en ese informe. En él se mencionaba que en el informe anterior sobre las sectas, publicado en 1995, "[la AMORC] no había sido tenida en cuenta". La Comisión hizo este cambio, principalmente, por dos razones: en primer lugar porque consideraba que la AMORC cumplía con determinadas líneas sectarias identificadas en el informe de 1995, y en segundo lugar porque consideró que la AMORC vendía las enseñanzas a sus miembros, considerándola una sociedad mercantil, en vez de una asociación sin ánimo de lucro.
No obstante, desde la publicación del citado informe en 1999, el nombre de la AMORC en Francia ha sido progresivamente restaurado a través de diversas vertientes, como lo demuestra por ejemplo una carta fechada en mayo de 2008 y firmada por el entonces presidente de MIVILUDES Archivado el 7 de febrero de 2011 en Wayback Machine., Jean Michel Roulet, en donde se menciona: 

"Confirmo por la presente, que no se ha informado a MIVILUDES de ningún tipo de deriva sectaria en contra de la Antigua y Mística Orden de la Rosa Cruz, cuyo propósito, después de los documentos que se han aportado, surge como de inspiración cultural, filosófica y esotérica"

Georges Fenech, actual presidente de MIVILUDES (Misión Interministerial de Vigilancia y Lucha contra las Derivas Sectarias), también se expresó en octubre de 2003, en referencia al informe parlamentario de 1999 diciendo:

"no me corresponde a mí discutir los méritos de un informe parlamentario [...] Pero puedo decir que tanto durante mi carrera como juez ante el fenómeno de las sectas, como con motivo de mis reflexiones y trabajos sobre este tema, no he tenido que hacer frente a hechos o posiciones que puedan menoscabar su ética [de la AMORC]. Además que yo sepa, los tribunales no se han ocupado de ninguna denuncia en su contra."

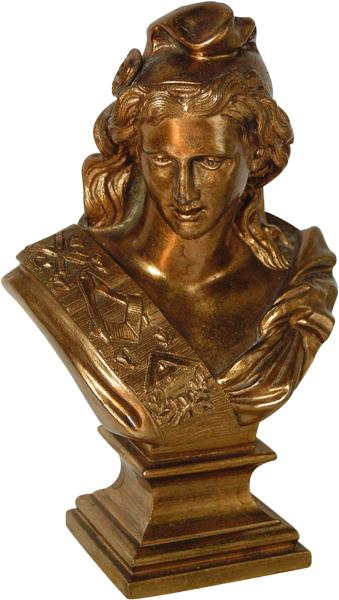
Marianne, símbolo de la República Francesa

Janine Tavernier, presidente desde 1993 hasta 2001 de La Unión Nacional Francesa de Asociaciones para la Defensa de las Familias y del Individuo (UNADFI), que se ocupa principalmente de la lucha anti sectaria, prologó el libro de Serge Toussaint, Gran Maestro de la AMORC en Francia, titulado “Secte sur Ordonnance. Les Rose Croix térmoignent Archivado el 24 de mayo de 2011 en Wayback Machine." en castellano sería algo así como “Secta bajo la Ley, los Rosacruces dan su testimonio". En este libro, Tavernier da una explicación de por qué los parlamentarios franceses llegaron a incluir a la AMORC en el informe de 1999, y afirma a título personal que la AMORC no es una secta, por lo menos sobre la base de los criterios de "nocividad y peligrosidad" que recoge la UNADFI, y finaliza su alegato en favor de la AMORC diciendo:

"Para ser fiel a mi misma, a mis convicciones, he de rechazar el silencio y la cobardía. Estoy de acuerdo en participar en este libro denunciando la injusticia de la que ha sido víctima la AMORC, habiendo sido clasificada como secta."

Janine Tavernier es además "Caballero de la Legión de Honor" francesa y autora de diversas obras divulgativas sobre las sectas, como por ejemplo, “20 ans de lutte contre les sectes” y “Les Sectes”, esta última publicada en Francia en 2003 en colaboración con Bernard Fillaire.
En el mismo sentido Jacques Guyard, Presidente de la Comisión Parlamentaria de 1999, publicó una notificación oficial en marzo de 2002 en la que afirma que:

"después de que la Comisión de la Asamblea Nacional clasificara a la AMORC dentro de la lista de movimientos de naturaleza sectaria en 1999, tengo que reconocer que no se le ha podido acusar de ningún hecho en su contra, que consolide esta clasificación"

La Gran Logia Francesa de la AMORC publicó una carta Archivado el 9 de abril de 2011 en Wayback Machine. que denominó "Tradición - Ética - Humanismo" en referencia a estos acontecimientos y en la misma declara:

"La expansión y diversificación del fenómeno sectario ha causado gran confusión en las mentes de nuestros ciudadanos, así como incomprensión por parte de ciertos organismos de información e incluso de las mismas autoridades del Estado. Este problema, aun siendo comprensible, tiende a englobar en una misma realidad a grupos con un peligro real (...)  con otras organizaciones tradicionales y humanistas, respetuosas con la ley. (...) La AMORC condena sin reservas y sin ambigüedad las prácticas contrarias a la dignidad humana, a la integridad de las personas y a la propiedad de los bienes (...) También denuncia la devaluación de los valores filosóficos o tradicionales y a los que los han desacreditado a los ojos de la opinión y poderes públicos. Por lo tanto en esta carta reafirma los valores éticos que siempre han sido suyos (...)"

 En este documento de 19 puntos, la AMORC realiza una declaración de principios éticos, morales y filosóficos, posicionándose sin reservas a favor de los derechos humanos, la libertad de pensamiento, expresión y culto y los valores tradicionales.
Varios medios de comunicación franceses se hicieron eco, en diversos puntos del proceso, de la situación de la AMORC. Así por ejemplo, un artículo en la revista Le Point de fecha 17 de enero de 2007, transmitió las exigencias de la AMORC y se preguntó si la Orden de la Rosa-Cruz no había sido un simulacro de juicio, explicando que "...es más difícil sacar el clavo que clavarlo..."
Finalmente el diario La Croix informó que la rehabilitación de la AMORC en Francia se había completado y era irrevocable, en un artículo de fecha 2 de junio de 2008.

### En Italia
En este país mediterráneo existe una organización denominada CESNUR (Centro de Estudios de Nuevas Religiones), que ha realizado un somero análisis de las principales organizaciones rosacruces con actividad en Italia, sin indicar, más allá de los orígenes históricos y situación actual de la AMORC en ese país, ningún dato acerca de cualquier comportamiento de tipo sectario por parte de la Orden Rosacruz. Finalmente el artículo acaba expresando que:

"La AMORC no se considera a sí misma una religión y da la bienvenida a todos sus efectos a miembros que pertenecen simultáneamente, a un gran número de iglesias y religiones, y otras órdenes iniciáticas tradicionales."

### Otros países
En otros países, sobre todo latinoamericanos, La Orden Rosacruz AMORC ha sido sujeta a estudios socio-religiosos, aun cuando la propia AMORC manifiesta no ser una religión, en donde se ha acreditado que este grupo no representaría ninguna amenaza para sus miembros, pues según esta Orden se les insiste a sus miembros que debe ser responsables, honestos, respetuosos, y tolerantes hacia los demás miembros de la sociedad. (Estudio PROLADES) Archivado el 16 de septiembre de 2008 en Wayback Machine..
La AMORC cuenta además con el denominado Código Rosacruz de Vida de 22 puntos, análogo al de otras organizaciones iniciáticas similares, como por ejemplo la Masonería con su Código Moral. En este código rosacruz podemos leer en su punto número 16:

"Sé siempre un pensador libre, reflexiona por ti mismo y no pienses siguiendo la opinión de los demás. De la misma manera, permite que cada cual piense como quiera; no impongas tus ideas y considera que estas pueden evolucionar"

Algunos autores esotéricos han criticado a la AMORC por su insistencia en afirmar que ella es la única organización rosacruz auténtica, cuando en realidad existen varias, como ya se ha remarcado con anterioridad, y también por cobrar sus enseñanzas, un sistema de instrucción que solo le pertenece a la AMORC. Sobre el cobro de las enseñanzas esta acusación podría considerarse muy parcial, pues si bien es cierto que en el sentido espiritual, las enseñanzas pertenecen a todo ser humano, no así en el material impreso necesario para su difusión ni el trabajo que realiza la Orden Rosacruz para ponerlas en forma organizada y gradual. Por otra parte la AMORC cobra exactamente igual a todos sus miembros, independientemente del grado en el que se encuentren, y sus cuotas son públicas en todos los países donde puede ejercer libremente sus actividades, y podrían calificarse incluso de módicas.

## Críticas
Algunos estudiosos e historiadores del esoterismo, como R. Swinburne Clymer entre otros, han manifestado sus dudas con respecto a la versión dada por Harvey Spencer Lewis sobre su iniciación en Touluse (Francia) y sobre algunos datos poco claros y prácticamente inverificables con respecto a los años fundacionales de la misma, sobre todo en relación con la enigmática figura de May Banks Stacey. De hecho Clymer llegó a interponer pleitos en contra de la AMORC ante la Corte Superior del condado de Santa Clara (California) que, sin embargo, dieron la razón a la AMORC, siendo el Sr. Clymer condenado por difamación.
Otros autores como Gerard Galtier afirman que es verosímil la versión ofrecida por Lewis, afirmando que la verdadera identidad de la Sra. Stacey correspondería en realidad a la de Emma Calvé (1858 - 1942) y la de Jerome Verdier a la de Jules Bois (1868 - 1943), ya que sobre la base de su investigación histórica, coinciden ciertas fechas y acontecimientos narrados presuntamente de forma velada por Lewis. Galtier destaca que Jules Bois tenía varios contactos esotéricos en Europa, por ejemplo con la Orden de la Golden Dawn en París, la Orden Martinista y con Josephin Péladan, formando parte además del ambiente rosacruz y esotérico parisino de la época.